# Bolji život
Bolji život (deutsch Ein besseres Leben) ist eine jugoslawische Fernsehserie über eine Familie aus Belgrad. Die Sendung ist eine Mischung aus Drama und Komödie und wurde vom jugoslawischen Fernsehsender Radiotelevision Belgrad produziert. Bolji život wurde eine der erfolgreichsten Serien Jugoslawiens.

## Geschichte
Bolji život wurde erstmals am Samstag, den 10. Januar 1987 ausgestrahlt. Die Serie startet mit dem eigens für die Serie komponierten Lied „Bolji život“. Geschrieben wurde sie von Ljubiša Bačić, komponiert von Voki Kostić und gesungen von Dado Topić. Das Lied wurde im damaligen Jugoslawien sehr populär.
Das Finale der ersten Staffel, das am 6. Juni 1987 ausgestrahlt wurde, erreichte sehr hohe Einschaltquoten.

## Handlung
Die Serie erzählt vom Leben der Familie Popadić im teils schwierigen Umfeld des Post-Tito-Jugoslawien.
Das Oberhaupt der Familie, Dragiša Popadić, ist in den Fünfzigern und arbeitet in einer staatlichen Rechtsabteilung. Er ist auch Mitglied der kommunistischen Partei. Seine kultivierte und schöne Frau Emilija Konstantinović, die aus einer wohlhabenden Familie stammt, lehrt Latein an einem Gymnasium. Sie haben drei erwachsene Kinder, die alle noch bei ihren Eltern leben.
Zu Beginn der Serie ist der älteste Sohn Saša, ein Absolvent der juristischen Fakultät, immer noch arbeitslos. Die Tochter Violeta strebt eine Theaterkarriere an. Und Sohn Boba arbeitet auf das Abitur hin, hat jedoch große Probleme in der Schule. Die Ehe von Dragiša und Emilija ist außerdem in Aufruhr.

## Personen

### Familie Popadić
- Dragiša „Giga-Moravac“ Popadić (gespielt von Marko Nikolić)
- Emilija „Ema“ Popadić Konstantinović (gespielt von Svetlana Bojković)
- Aleksandar „Saša-Guza“ Popadić (gespielt von Boris Komnenić)
- Violeta „Viki“ Popadić (gespielt von Lidija Vukićević)
- Slobodan „Boba“ Popadić (gespielt von Dragan Bjelogrlić)
- Kosta Pavlović (gespielt von Predrag Laković)

### Familie Pavlović
- Branka Pavlović (gespielt von Ljiljana Blagojević)
- Mirko Pavlović (gespielt von Miroslav Bijelić)
- Duda Pavlović (gespielt von Ljiljana Sedlar)

### Familie Đorđević
- Vlastimir Đorđević (gespielt von Vlasta Velisavljević)
- Savka „Buba“ Radović-Đorđević (gespielt von Olivera Marković)
- Lela Marković (gespielt von Ljiljana Lašić)
- Dušan „Terminator“ Marković (gespielt von Voja Brajović)

### Weitere Rollen
- Koviljka „Koka“ Stanković (gespielt von Jelica Sretenović) – verführerisches Mädchen
- Božidar „Jataganac“ Soldatović (gespielt von Josif Tatić) – Politiker
- Stevan „Stevica“ Kurčubić (gespielt von Ivan Bekjarev) – korrupter Manager
- Biberović (gespielt von Mirko Bulović) – Manager
- Jezdimir Uskoković (auch Branković) (gespielt von Dušan Poček) – Arbeiter
- Ivo Lukšić (gespielt von Aljoša Vučković) – Arzt
- Lujo Lukšić (gespielt von Boris Dvornik) – Ivo's Vater aus Split
- Živadinka „Žarka“ Žikić (auch Šijaković) (gespielt von Radmila Savićević) – Dragiša's Sekretärin
- Darinka „Dara“ Zavišić (gespielt von Gorica Popović) – Dragiša's Sekretärin und Kurzzeitaffäre
- Ljuba Zavišić (gespielt von Ljubiša Samardžić) – Dara's Ex-Mann
- Ljubiša Branković (gespielt von Miodrag Petrović Čkalja) – Arbeiter in Dragiša's Firma
- Nina Andrejević (gespielt von Snežana Savić) – bekannter Sänger
- Aleksandar „Macola“ Kostić (gespielt von Bata Živojinović) – Besitzer eines Fast-Food Restaurants und Kiosk's
- Andrija „Kamenjar“ Kostić – Boba's Schulkollege und Macola's Sohn
- Radujković (gespielt von Petar Kralj) – Dragiša's Anwalt
- Dušanka „Buba“ Majković (auch Eleonora Majković, gespielt von Ljiljana Stjepanović)
- Đoka Ciganović (gespielt von Mihajlo Viktorović)
- Seka Sekulović (gespielt von Seka Sablić) – Mitarbeiter von Balkanpromet
- Božidar Majković (gespielt von Taško Načić) – Mitarbeiter von Balkanpromet
- Maja „Ortak“ Magdić (gespielt von Branka Katić) – Boba's Schulkollege
- Filip (gespielt von Čedomir Petrović) – Viki's Freund
- Svetislav „Baron“ Baronov (gespielt von Miloš Žutić) – Theaterspieler
- Giancarlo Marotti (gespielt von Milan Gutović) – italienischer Filmdirektor
- Finka Pašalić (gespielt von Mira Furlan) – Arbeiter von Dragiša's Firma
- Đorđe Pašalić (gespielt von Dragan Nikolić) – Finka's Ehemann
- Dejan Milićević (gespielt von Milan Štrljić) – Anwalt
- Sanja Marinković (gespielt von Dubravka Mijatović) – problematischer Teenager
- Ružica (gespielt von Rozalija Levai) – Sekretärin
- Bogdan Bekčić (gespielt von Boro Stjepanović) – Gastarbeiter der nach Jugoslawien zurückgekehrt ist
- Ivona (gespielt von Milica Milša) – Saša Popadić's Sekretär
- Rapajić (gespielt von Predrag Milinković) – Politiker
- Miroljub „Rile Pas“ Ristić (gespielt von Aleksandar Hrnjaković) – Arbeiter aus Veliko Pomoravlje
- Veselin „Mile Pile“ Milić (gespielt von Milorad Mandić) – Boba's Geschäftspartner
- Đukan Vukotić (gespielt von Darko Tomović) – Boba's montenegrinischer Freund
- Štef (gespielt von Nikola Kojo) – Boba's kroatischer Freund